# Alice Seillier
Alice Seillier, coniugata Antoine (Boulogne-sur-Mer, 5 settembre 1932), è un'ex cestista francese.
Era la moglie di Roger Antoine.

## Carriera
Con la Francia ha disputato i Campionati del mondo del 1953 e due edizioni dei Campionati europei (1956, 1958).